# Gutierre Fernández Hidalgo
Gutierre Fernández Hidalgo (¿Talavera de la Reina?, c. 1547 - La Plata, 11 de junio de 1623) fue un compositor español de finales del Renacimiento que vivió y trabajó en Sudamérica desde 1584 hasta su muerte.

## Breve biografía
Poco se sabe de su vida en España; ni su lugar ni su año de nacimiento pueden determinarse con claridad, pero se sabe que recibió formación musical en Salamanca y que trabajó durante un tiempo allí y en Alcalá de Henares como músico de iglesia. A finales de 1583 marchó a Sudamérica, donde vivió y trabajó en diversos lugares:
- de 1584 a 1586 como maestro de capilla y profesor de música en Santafé (hoy: Bogotá, Colombia).
- de 1588 a 1590 maestro de capilla y profesor de música en Quito (hoy: Ecuador)
- en 1591 por poco tiempo maestro de capilla en Lima (hoy: Perú)
- de 1591 a 1597 maestro de capilla en Cuzco (hoy Perú)
- de 1597 hasta su muerte (con interrupción de 1609 a 1612 (Cuzco) maestro de capilla y profesor de música en La Plata (hoy Sucre, Bolivia).

## Composiciones
Las composiciones de Fernández Hidalgo cautivan por su polifonía transparente sin resultar recargadas. Sus obras no tienen nada que envidiar a las de los mejores compositores españoles de su época. Sus obras incluyen un Magnificat, varias Salve Regina y muchas otras obras vocales de música sacra. Debido a su vida centrada en Sudamérica, Fernández Hidalgo se convirtió en el primer compositor realmente conocido (en el sentido occidental) en Sudamérica.
Lista de algunas composiciones atribuidas a él:
- Beatus vir qui timet (a cuatro voces)
- Comune virginum (a cuatro voces)
- Confitebor tibi (a cuatro voces)
- Dos Dixit Dominus Domino meo (a cuatro voces)
- In manus tuas (a cuatro voces)
- Laetatus sum (a cuatro voces)
- Lauda Jerusalem (a cuatro voces)
- Laudate pueri (a cuatro voces)
- Laudate pueri (a cuatro voces)
- ocho Magnificat (sobre los ocho tonos, a cuatro voces)
- Magnificat alius tertius tonos (a cuatro voces)
- Nisi Dominus (a cuatro voces)
- tres Salve Regina (a cuatro, a cinco voces)
- Salve Regina (a cinco voces)
- Qui habitat, Et decem millia, Quoniam angeles
- Cum invocarem (versículos sobre el salmo 90)